# 111 West 57th Street
111 West 57th Street även kallad Steinway Tower är en skyskrapa som ligger i stadsdelen Billionaires' Row på Manhattan i New York, New York i USA. 111 West 57th Street har ett höjd/bredd-förhållande på 24:1 vilket gör den till världen smalaste skyskrapa.
Med sin totalhöjd av 435 meter är 111 West 57th Street New Yorks tredje högsta byggnad (april 2022) om man räknar in takhöjd. Uppförandet påbörjades 2015 och färdigställdes 2021.